# SimPark
Sim Park è un videogioco strategico sviluppato dalla Maxis nel 1996 dove lo scopo del gioco è coltivare e maneggiare un parco riuscito. Simile a SimTown, è progettato più per i bambini di media età. SimPark tenta di mostrare soprattutto l'importanza di un equilibrio ecologico. Potrebbe essere ben considerato come una piccola versione di SimIsle.